# Rocky Carroll
Pour les articles homonymes, voir Carroll.
Roscoe Carroll, dit Rocky Carroll, né le 8 juillet 1963 à Cincinnati, dans l'Ohio, est un acteur et réalisateur américain.
Il est principalement connu pour son rôle de Leon Vance, directeur du NCIS dans NCIS : Enquêtes spéciales, qu'il interprète depuis 2008.

## Biographie

### Jeunesse
Rocky est né Roscoe Fulton Carroll à Cincinnati, Ohio, États-Unis.

### Carrière
Sa carrière d'acteur prend ses racines dans le théâtre. En 1981, Rocky est diplômé de la célèbre School of Creative and Performing Arts. Déterminé à approfondir ses connaissances sur la comédie, il entre au Conservatoire d'art dramatique  de l'Université de Webster, à Saint-Louis, d'où il sort avec une Licence (BFA degree). Après ce cursus, Rocky décide de se jeter à l'eau et part à New York, le cœur de la communauté des acteurs. Il travaillera notamment sur les œuvres de William Shakespeare en participant aux productions de Joe Papp Shakespeare in Broadway, auxquelles il présentera de nombreux comédiens issus de minorités.

### Parcours
Son premier rôle important a été celui de Willie dans le film d'Oliver Stone Né un 4 juillet en 1989.
C'est en jouant le rôle du Dr. Keith Wilkes dans La Vie à tout prix (Chicago Hope) qu'il rencontre Mark Harmon avec qui il se lie d'amitié. C'est grâce à lui qu'il obtiendra un grand rôle sérieux : celui du directeur Leon Vance dans la série NCIS : Enquêtes spéciales (récurrent à partir de la saison 5) et dans ses spin-off : NCIS : Los Angeles et NCIS : Nouvelle-Orléans où il fait quelques apparitions.

### Vie privée
Rocky Carroll se marie le 25 mai 1996 avec Gabrielle Bullock. Ils ont une fille, Elissa.

## Filmographie

### Cinéma
- 1989 : Né un 4 juillet (Born on the Fourth of July), d'Oliver Stone : Willie - VA Hospital
- 1992 : Un fils en danger (Fathers & Sons), de Paul Mones : Flo
- 1992 : Le Baiser empoisonné (Prelude to a Kiss), de Norman René : Tom
- 1994 : À toute allure (The Chase), d'Adam Rifkin : Byron Wilder
- 1995 : USS Alabama (Crimson Tide), de Tony Scott : Lt. Darik Westergard
- 1996 : Siegfried & Roy: Masters of the Impossible, de Ron Myrick (vidéo) : Additional Voices (voix)
- 1996 : La Couleur de l'arnaque (The Great White Hype), de Reginald Hudlin : Artemus St. John Saint
- 1999 : Un coup d'enfer (Best Laid Plans), de Mike Barker : Bad Ass Dude
- 2000 : Un homme à femmes (The Ladies Man) de Reginald Hudlin : Cyrus Cunningham
- 2005 : Prisoner de David Alford et Robert Archer Lynn : Studio Executive
- 2009 : Yes Man, de Peyton Reed : Wes Parker

### Télévision
- 1989 : Money, Power, Murder. de Lee Philips : Dwan
- 1990 : New York, police judiciaire (saison 1, épisode 1) : Dr Davids
- 1991 à 1994 : Roc : Joey Emerson
- 1994 à 1996 : Gargoyles, les anges de la nuit (9 épisodes) : Talon / Glasses / Derek Maza (voix)
- 1996 : Gargoyles: The Goliath Chronicles (saison 1, épisode 8 : Genesis Undone) : Talon (voix)
- 1996 à 2000 : Chicago Hope : Docteur Keith Wilkes
- 1997 : Five Desperate Hours, de Dan Lerner : Lt. Frank Early
- 1998 : Demain à la une (saison 2, épisode 15 : Mum's the Word) : Dr Keith Wilkes
- 2000 : Welcome to New York (15 épisodes) : Adrian Spencer
- 2001 à 2003 : Espions d'État (The Agency) : Carl Reese
- 2004 : Urgences (saison 10, épisode 17 : The Student) : Mr Walker
- 2005 : Invasion (4 épisodes) : Healy
- 2007 : Grey's Anatomy (saison 4, épisode 5 : Haunt You Every Day) : James
- depuis 2008 : NCIS : Enquêtes spéciales : Leon Vance (récurrent saison 5, principal depuis la saison 6)
- 2009 à 2014 : NCIS : Los Angeles : Leon Vance (10 épisodes)

- 2014 : NCIS : Nouvelle-Orléans : Leon Vance (3 épisodes)

## Commentaire
- Rocky Carroll et Pauley Perrette, une de ses partenaires dans la série NCIS : Enquêtes spéciales, ont tous deux joué dans la série Demain à la une, le temps d'un épisode chacun dans des rôles secondaires.

## Voix françaises
- Serge Faliu dans : 
  - NCIS : Enquêtes spéciales
  - NCIS : Los Angeles
  - NCIS : Nouvelle-Orléans